# Khakrez (huyện)
Khakrez là một huyện thuộc tỉnh Kandahar, Afghanistan. Dân số thời điểm năm 1999 là 18,883 người.